# Бреси (Шер)
Бреси́ (фр. Brécy) — коммуна во Франции, находится в регионе Центр. Департамент — Шер. Входит в состав кантона Экс-д’Анжийон. Округ коммуны — Бурж.
Код INSEE коммуны — 18035.

## География
Коммуна расположена приблизительно в 195 км к югу от Парижа, в 105 км юго-восточнее Орлеана, в 18 км к востоку от Буржа.
По территории коммуны протекает небольшая река Трипанд (фр. Tripande), а также проходит паломнический маршрут, известный как Путь Святого Иакова.

## Население
Население коммуны на 2008 год составляло 794 человека.
| 1962 | 1968 | 1975 | 1982 | 1990 | 1999 | 2008 |
| ---- | ---- | ---- | ---- | ---- | ---- | ---- |
| 549  | 555  | 488  | 503  | 692  | 706  | 794  |

## Администрация
| Период | Период | Фамилия         | Партия | Примечания |
| ------ | ------ | --------------- | ------ | ---------- |
| 1929   | 1944   | Люсьен Ламот    |        |            |
| 1944   | 1953   | Реймон Дюпле    |        |            |
| 1953   | 1995   | Рене Милле      |        |            |
| 1995   | 2001   | Ги Шерье        |        |            |
| 2001   | 2014   | Жиль Бонно-Попо |        |            |

## Экономика
Основу экономики составляют лесное и сельское хозяйство.
В 2007 году среди 494 человек в трудоспособном возрасте (15-64 лет) 382 были экономически активными, 112 — неактивными (показатель активности — 77,3 %, в 1999 году было 71,0 %). Из 382 активных работали 357 человек (195 мужчин и 162 женщины), безработных было 25 (12 мужчин и 13 женщин). Среди 112 неактивных 37 человек были учениками или студентами, 39 — пенсионерами, 36 были неактивными по другим причинам.

## Достопримечательности
- Замок Бреси (XIII век). Исторический памятник с 2007 года[3]
- Приходская церковь Сен-Жермен (XII век)
  - Кропильница (XII век). Исторический памятник с 1913 года[4]
  - Запрестольный образ в виде каменного окрашенного барельефа, на котором изображён распятый Иисус в окружении Св. Екатерины, Св. Петра, Богородицы, Иоанна, Павла и Св. Гильом (XV век). Размеры — 120×235 см. Исторический памятник с 1913 года[5]
- Часовня в деревне Франшвиль, бывшее командорство тамплиеров (XII век)

## Фотогалерея

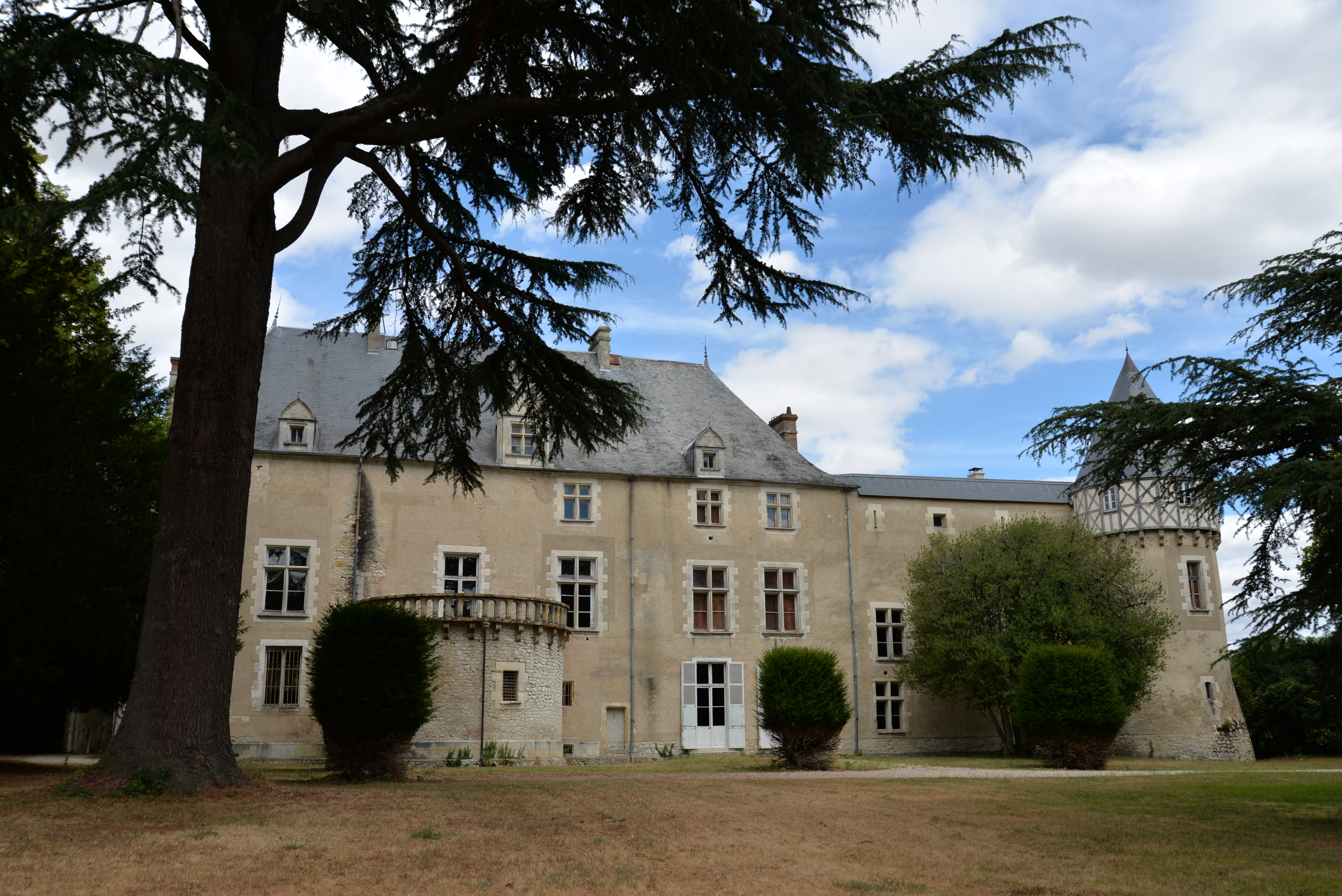
Шато Бреси
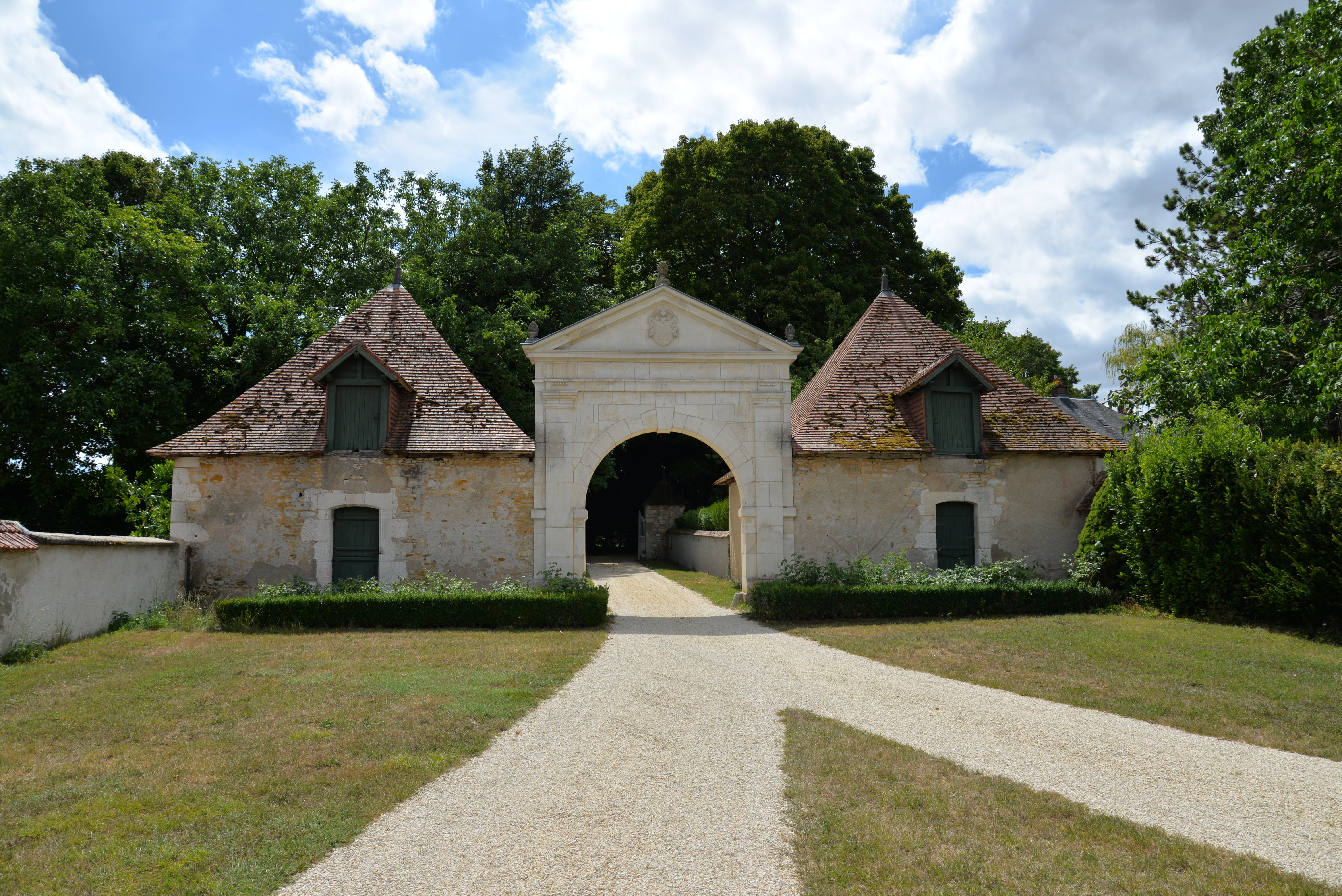
Ворота шато Бреси
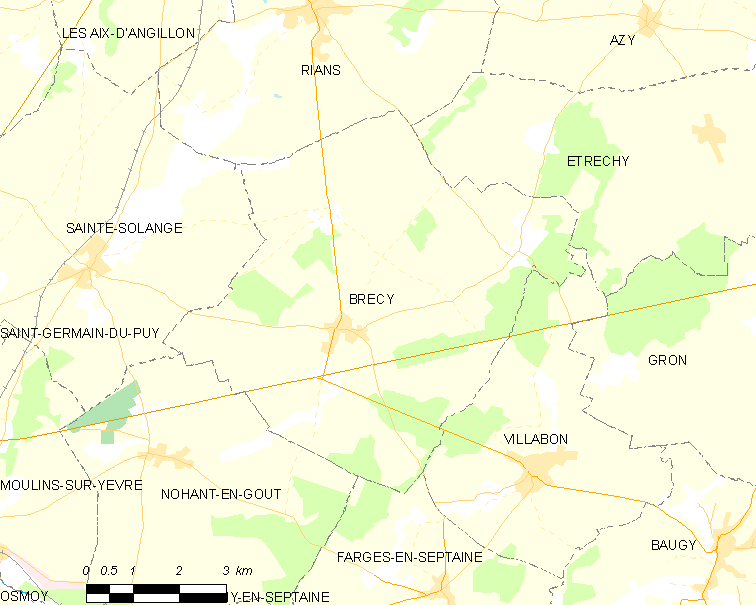
Карта коммуны